# 南真由
南 真由（みなみ まゆ、1993年9月13日 - ）は、日本の女性声優。神奈川県出身。演劇集団 円所属。

## 来歴
声優養成所「スタジオカンブリア」在籍時に『ガンダムビルドファイターズトライ』の生徒役でテレビアニメ初出演を果たす。
『放課後ガールズトライブ』のキャスティングをユーザー投票で決定するオーディションで、清涼院撫子役を演じることとなる。
2016年、円演劇研究所に入所。2017年2月より演劇集団円の会員昇格をする。
2017年、ゲーム「Leaugue of Angels」ジーナ役オーディションにてグランプリを獲得する。

## 出演
太字はメインキャラクター。

### テレビアニメ
2014年
- ガンダムビルドファイターズトライ（生徒）

2016年
- 牙狼 -紅蓮ノ月-（ルドラ）

2017年
- 僕のヒーローアカデミア（女子高生）

2018年
- アンゴルモア 元寇合戦記（迅三郎の娘、刀伊袚の女）

2020年
- ダーウィンズゲーム（通行人C）
- ライフル・イズ・ビューティフル（小沢優花）
- 痛いのは嫌なので防御力に極振りしたいと思います。（娘NPC、女神）
- とある科学の超電磁砲T（食蜂派閥）
- あひるの空（ギャラリー女子、女子生徒、幼少期の鷹山）
- ミュークルドリーミー（女子②）
- LISTENERS リスナーズ（子供D、カウンシル部隊）
- A3!（通行人）
- フルーツバスケット（2020年 - 2021年、男の子、草摩紅野〈幼少期〉） - 2シリーズ
- ハクション大魔王2020（若い女性）

2021年
- 2.43 清陰高校男子バレー部（幼い黒羽）
- ホリミヤ（女子高校生）
- Re:ゼロから始める異世界生活（ガーフィール幼年時代）
- ひぐらしのなく頃に業（生徒）
- 無職転生 〜異世界行ったら本気だす〜（淑女）
- セスタス -The Roman Fighter-（観客）
- カードファイト!! ヴァンガード overDress（2021年 - 2023年、女子、ライカ幼少期） - 3シリーズ
- イジらないで、長瀞さん（アナウンサー）
- Vivy -Fluorite Eye's Song-（男の子2）
- 境界戦機（オセアニア軍オペレーター）
- 見える子ちゃん（ケーキ屋店員）

2022年
- 現実主義勇者の王国再建記（母親）
- くノ一ツバキの胸の内（フキ）
- はたらく魔王さま!!（健太郎くん）
- 異世界おじさん（生徒）
- ダンジョンに出会いを求めるのは間違っているだろうかIV 新章 迷宮篇（ラーナ）
- クールドジ男子（2022年 - 2023年、店員、蒼真〈子供〉）
- 後宮の烏（兪依薩）
- 恋愛フロップス（朝〈幼少期〉）
- 忍の一時（受付嬢2）
- 陰の実力者になりたくて!（2022年 - 2023年、カイ、幼少期シャドウ役、幼少期イータ役、教団兵役） - 2シリーズ

2023年
- 絆のアリル（バニティ）
- 山田くんとLv999の恋をする（店員）
- 贄姫と獣の王（ハイエナ族Cの子供）
- SYNDUALITY Noir（2023年 - 2024年、デコ） - 2シリーズ
- AIの遺電子（クラスメイトD）
- あやかしトライアングル（女子生徒）

2024年
- 悪役令嬢レベル99 〜私は裏ボスですが魔王ではありません〜（シルク）
- 俺だけレベルアップな件（ハンター）
- 結婚指輪物語（猫人）
- 望まぬ不死の冒険者（子供）
- アイドルマスター シャイニーカラーズ（子供）
- WIND BREAKER
- 異世界スーサイド・スクワッド（少年）
- ATRI -My Dear Moments-（トオル）
- 転生したらスライムだった件（エドガー）
- 異世界失格（ネイト）

### 劇場アニメ
- リズと青い鳥（2018年、吹奏楽部員）
- 劇場版 響け!ユーフォニアム〜誓いのフィナーレ〜（2019年、吹奏楽部員）
- 劇場版 Fate/Grand Order -神聖円卓領域キャメロット-（2020年 - 2021年、ルシュド） - 前後編[一覧 5]

### Webアニメ
- ガンダムビルドダイバーズRe:RISE（2019年 - 2020年、パルヴィーズ[8]） - 2シリーズ[一覧 6]
- ガンダムビルドダイバーズ バトローグ（2020年）

### デジタルコミック
- グラップラー刃牙（2015年、松本梢江）
- ムルシエラゴ（2015年、屠桜ひな子）
- ご注文はうさぎですか?10周年記念ボイスコミック（2021年、同級生[9]）

### ゲーム
2016年
- 放課後ガールズトライブ（清涼院撫子）

2017年
- League of Angels II - リーグオブエンジェルズ2（ジーナ）

2018年
- 誰ガ為のアルケミスト（マリー）

2019年
- モンスターハンターワールド:アイスボーン（酒場の調査資源管理係、多趣味な4期団）

2020年
- サイバーパンク2077（リズィー・ウィズィー）

2022年
- 機動戦士ガンダム アーセナルベース（パルヴィーズ）
- アイドルマスター SideM GROWING STARS（若里春名〈幼少期〉）

### ドラマCD
- 青春浪費戦騎ジューダイン（2015年、能見ちはる）
- THE IDOLM@STER SideM NEW STAGE EPISODE 13・15（2021年、次女、空港スタッフ）
- エスケープジャーニー2（2021年、あかり）

### 吹き替え

#### 映画
- ウォンカとチョコレート工場のはじまり（靴磨き少年〈バーティ・カプラン〉[11]）
- 空海-KU-KAI- 美しき王妃の謎（妓女役）
- ディア・エヴァン・ハンセン（アラナ・ベック〈アマンドラ・ステンバーグ〉）
- スピリテッド（レン）

#### ドラマ
- セントラル・パーク（モリー）
- キリング・イヴ シーズン4 #5（1979年のキャロリン）
- 激情のコロッセオ 死にゆく者たち
- アカプルコ シーズン2 #6
- ビッグマウス（アシュリー・キム）
- パムの秘密-ある主婦の知られざる顔-（マライア〈ギデオン・アドロン〉[12]）

#### アニメ
- マイリトルポニー: 新しい世界（ダズル）
- サゴミニフレンズ（ハービー）
- スランバーキンズ（ヤク）

### ラジオドラマ
- アニドラファンタジー『暗殺者を捜せ！』（2015年5月4日、FM浦和 REDSWAVE）- サニア 役

### 舞台
- わが町（2017年、研究所卒業公演）
- はだかナおうさま（岸田今日子記念 円・こどもステージ / シアターΧ / 2018）

## ディスコグラフィ

### キャラクターソング
| 発売日       | 商品名                              | 歌                                                       | 楽曲                                                                        | 備考                                                   |
| ------------ | ----------------------------------- | -------------------------------------------------------- | --------------------------------------------------------------------------- | ------------------------------------------------------ |
| 2022年7月6日 | くノ一ツバキの胸の内 あかね組音楽集 | フキ（南真由）、イタドリ（七瀬彩夏）、ウメ（和多田美咲） | 「あかね組活動日誌 ～寅班～」                                               | テレビアニメ『くノ一ツバキの胸の内』エンディングテーマ |
| 2022年7月6日 | くノ一ツバキの胸の内 あかね組音楽集 | あかね組ねうしとらうたつみうまひつじさるとりいぬい       | 「あかね組活動日誌 ～ねうしとらうたつみうまひつじさるとりいぬい大集合！～」 | テレビアニメ『くノ一ツバキの胸の内』エンディングテーマ |

### シリーズ一覧
1. ↑  第2期『2nd season』（2020年）、第3期『The Final』（2021年）
2. ↑  Season1（2021年）、続編『will+Dress』Season1（2022年）、続編『will+Dress』Season2（2023年）
3. ↑  1st season（2022年 - 2023年）、2nd season（2023年）
4. ↑  第1クール（2023年）、第2クール（2024年）
5. ↑  『前編 Wandering; Agateram』（2020年）、『後編 Paladin; Agateram』（2021年）
6. ↑  1st Season（2019年）、2nd Season（2020年）

### ユニットメンバー
1. ↑  ツバキ（夏吉ゆうこ）、サザンカ（根本京里）、アサガオ（鈴代紗弓）、リンドウ（小原好美）、ベニスモモ（山根綺）、ミズバショウ（石見舞菜香）、トウワタ（富田美憂）、ウイキョウ（朝日奈丸佳）、キキョウ（田中美海）、モクレン（羊宮妃那）、ツワブキ（広瀬ゆうき）、ホウセンカ（河野ひより）、シオン（長谷川育美）、スズラン（遠野ひかる）、アジサイ（古賀葵）、フキ（南真由）、イタドリ（七瀬彩夏）、ウメ（和多田美咲）、ヒギリ（貫井柚佳）、スズシロ（高田憂希）、ハス（佳原萌枝）、ドクダミ（川井田夏海）、アオギリ（小市眞琴）、シャクヤク（土屋李央）、スミレ（ファイルーズあい）、アザミ（朝井彩加）、タンポポ（井上ほの花）、タチアオイ（市ノ瀬加那）、ヒグルマ（峯田茉優）、ハギ（近藤玲奈）、カゲツ（会沢紗弥）、ホトトギス（幸村恵理）、ムクゲ（伊藤彩沙）、ヒナギク（高野麻里佳）、キブシ（長縄まりあ）、オニユリ（大地葉）